# Мария Българска (латинска императрица)
Мария († след 1216) е българска княгиня и латинска императрица на Константинопол (1212 – 1216), втора съпруга на император Анри (Хенрих) Фландърски.

## Произход
Мария е родена в края на XII век. Тя е дъщеря на цар Калоян и съпругата му, княгиня Анна Куманката (Мария), дъщеря на болярина Алцеко и сестра на княз Белота. Не е известно дали Мария е истинското име на Калояновата дъщеря. С това име тя е наречена в „История на българската държава през средните векове“ на Васил Златарски и в романите „Солунският чудотворец“ и „Дъщерята на Калояна“ на Фани Попова-Мутафова.

## Латинска императрица
През 1207 г. цар Калоян е убит, а съпругата му се омъжва за неговия племенник Борил, който се обявява за цар на българите. През 1212 г. цар Борил омъжва доведената си дъщеря за латинския император Хенрих Фландърски. Династичният брак е предложен от латинските барони, с което те официално признават Българското царство за независима държава.
| „ | ...въ това време Хенрихъ свикалъ, вѣроятно по настояванията на папата, баронитѣ си и искалъ отъ тѣхъ съветъ, какво да се прави съ българитѣ и куманитѣ, които безпрестанно тревожатъ империята и убили неговия братъ, императоръ Балдуина, а пъкъ дѣлата на империята не отивали добре, защото въ Мала Азия никейцитѣ одържали победа следъ победа. Баронитѣ поради това стѣснено положение на империята посъветвали Хенриха да изпрати при Борила пратеничество съ предложение за браченъ съюзъ – Борилъ да му даде за жена красивата си приведена дъщеря Мария. Императорътъ, обаче, отговорилъ, че той нѣма да вземе жена отъ такъвъ доленъ произходъ; но баронитѣ настоявали, като посочвали на това, че българитѣ били най-опасни врагове и че съ тѣхъ трѣбало да се намиратъ въ миръ. Най-сетне Хенрихъ се видѣлъ принуденъ да се съгласи. | “ |

Вероятно причина за първоначалния отказ на императора да се ожени за жена с долен произход визира куманското потекло на българската принцеса. Политическите обстоятелства обаче налагат произходът на Мария да бъде пренебрегнат. В Търново латините изпращат делегация от двама барони с великолепна свита, които да поискат от Борил ръката на Мария. Българският цар посреща възторжено новината, тъй като съюзът с Латинската империя му позволява да съсредоточи вниманието си върху други вътрешни и международни проблеми на страната.
Българската принцеса пристига в Константинопол с богата зестра и е посрещната по подобаващ за една бъдеща императрица начин. За това свидетелства рицарят Робер дьо Клари, който дава подробно описание на пристигането ѝ в Константинопол:
| „ | Тогава цар Борил нареди да стъкмят неговата [доведена] дъщеря като много богато и много знатно момиче, а също [изпрати] и много хора с нея. Така той я изпрати на императора, като нареди да ѝ дадат шестдесет коня, натоварени с богатство, злато и сребро, с копринени платове и разкошни накити. Нямаше кон, който да не беше покрит с червен копринен плат, който беше толкова дълъг, че се влачеше седем или осем стъпки зад всеки кон...Когато императорът научи, че принцесата пристига, отиде да я посрещне заедно с бароните си, устрои голямо тържество на нея и на хората ѝ, а после се венча с нея... | “ |

За живота на Мария в Константинопол няма никакви данни. За императрицата се споменава едва през 1216 г. във връзка с кончината на Хенрих в Солун на 11 юни 1216 г. Според слуховете императорът е отровен от българската си съпруга:
| „ | ...Но него самия там (в Солун) внезапно покоси смъртта, още несторил 40 години, на 11 юни 1216 г., без да остави свои наследници за престола. Веднага навсякъде се заговори, че той е бил отровен. Според едни това са били близки негови люде, според други това е била неговата варварска съпруга, които са го очистили от пътя си. | “ |

Бракът на Хенрих и Мария не произвежда деца, поради което императорът е наследен от съпруга на сестра му Йоланда Фландърска, Пиер ІІ дьо Куртене. За съдбата на Мария след тези събития няма сведения. Възможно е тя да е била върната в Търново, тъй като е престанала да бъде част от императорското семейство. Друга възможност е Мария да е продължила да пребивава в Константинопол и да е била използвана като политически инструмент срещу роднините си в България, но за това няма никакви исторически сведения.